# (120038) Franlainsher
(120038) Franlainsher est un astéroïde de la ceinture principale.

## Description
(120038) Franlainsher est un astéroïde de la ceinture principale. Il fut découvert le 26 janvier 2003 à Wrightwood par James Whitney Young. Il présente une orbite caractérisée par un demi-grand axe de 2,31 UA, une excentricité de 0,16 et une inclinaison de 7,2° par rapport à l'écliptique.

## Compléments